# The Map That Leads to You
The Map That Leads to You är en amerikansk romantisk dramafilm som har premiär på Prime Video den 30 augusti 2025. Den är regisserad av Lasse Hallström efter ett manus skrivet av Leslie Bohem och Vera Herbert som i sin tur är baserat på J.P. Monningers roman med samma namn.

## Handling
Filmen handlar om amerikanska Heather som en vecka efter examen åker till Europa med sina bästa vänner. Väl där så möter hon Jack, och en kärlekshistoria uppstår.

## Rollista (i urval)
- Madelyn Cline – Heather Mulgrew
- KJ Apa – Jack
- Sofia Wylie
- Madison Thompson – Amy
- Orlando Norman
- Josh Lucas
- Eva García Montiel
- Giuseppe Schillaci – Marco